# Eureka (Misuri)

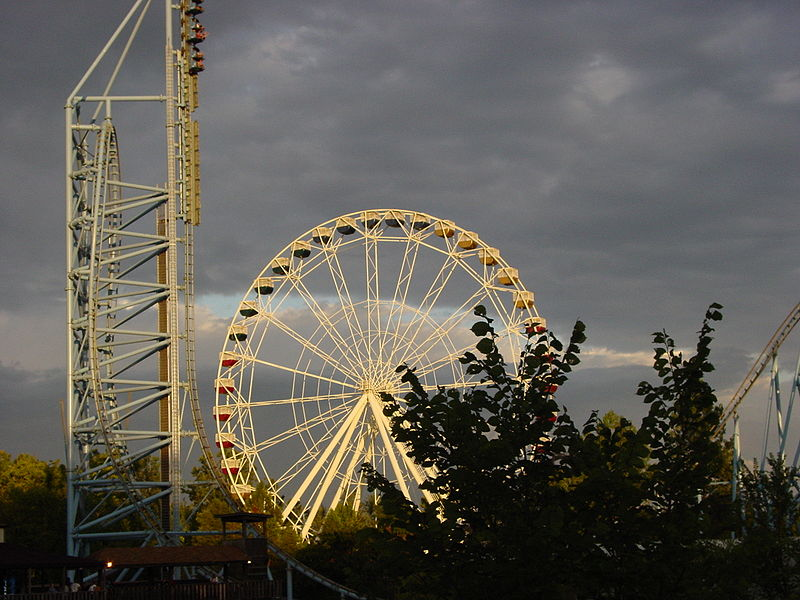
Six Flags St. Louis

Eureka es una ciudad ubicada en los condados de San Luis y Jefferson, Misuri, Estados Unidos. Tiene una población estimada, a mediados de 2022, de 12 709 habitantes.
Es parte del área metropolitana de San Luis. Está situada al oeste de la ciudad.
Desde 1970 la ciudad es conocida por el parque temático Six Flags St. Louis. Un promedio de 2 a 3 millones de personas visitan el parque anualmente.
El parque estatal Ruta 66 rinde homenaje a la icónica ruta, que pasaba por el lugar.

## Historia
Los primeros habitantes conocidos de la zona fueron indígenas de la tribu shawnee que habitaban a orillas del río Meramec. Todavía se pueden encontrar artefactos arqueológicos hoy como evidencia de su ocupación pasada del área.
El Missouri Pacific Railroad se abrió a Franklin (actualmente Pacific) el 19 de julio de 1853. Se dice que cuando los constructores de las vías del tren doblaron la curva en el lado este del sitio actual de la localidad y miraron hacia el oeste la tierra llana sin rocas y con muy poco para remover, gritaron: “¡Eureka!”, que en griego significa “¡Lo encontré!”. Así es como la localidad recibió su nombre.
La localidad fue fundada como villa en 1858 y elevada a la categoría de ciudad de cuarta clase en 1954.

## Geografía
Según la Oficina del Censo de los Estados Unidos, la localidad tiene una superficie total de 29.06 km², de la cual 28.62 km² corresponden a tierra firme y 0.44 km² están cubiertos de agua.

## Demografía
Según el censo de 2020, en ese momento la ciudad tenía una población de 11 646 habitantes. La densidad de población era de 406.92 hab./km². El 90.7 % de los habitantes eran blancos, el 0.8 % eran afroamericanos, el 0.1 % eran amerindios, el 1.6 % eran asiáticos, el 0.1 % eran isleños del Pacífico, el 0.8 % eran de otras razas y el 5.9 % eran de una mezcla de razas. Del total de la población, el 3.3 % eran hispanos o latinos de cualquier raza.